# Kia Motors

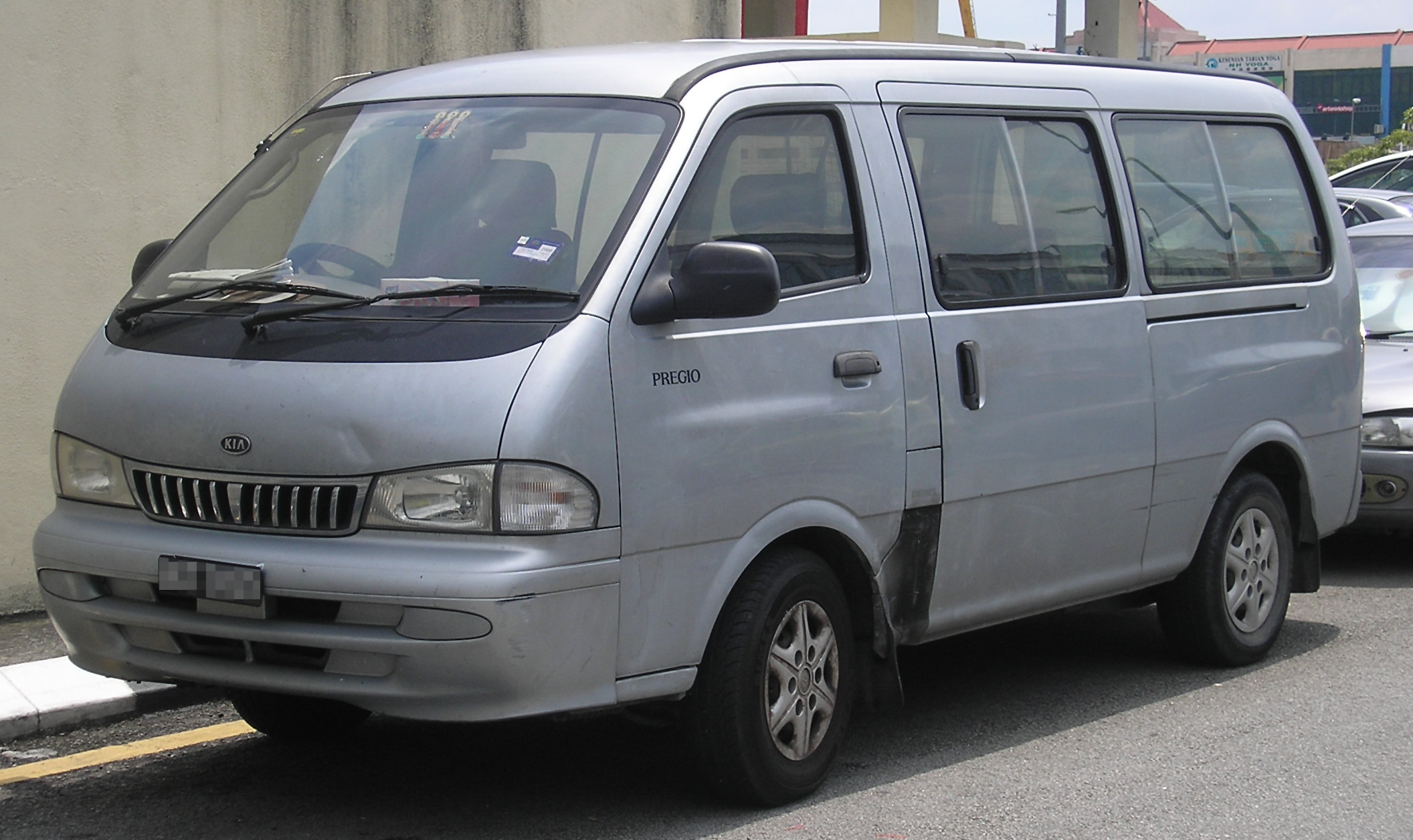
Kia Pregio (Kia Besta no Brasil), carro-chefe da Kia no Brasil durante mais de 10 anos.

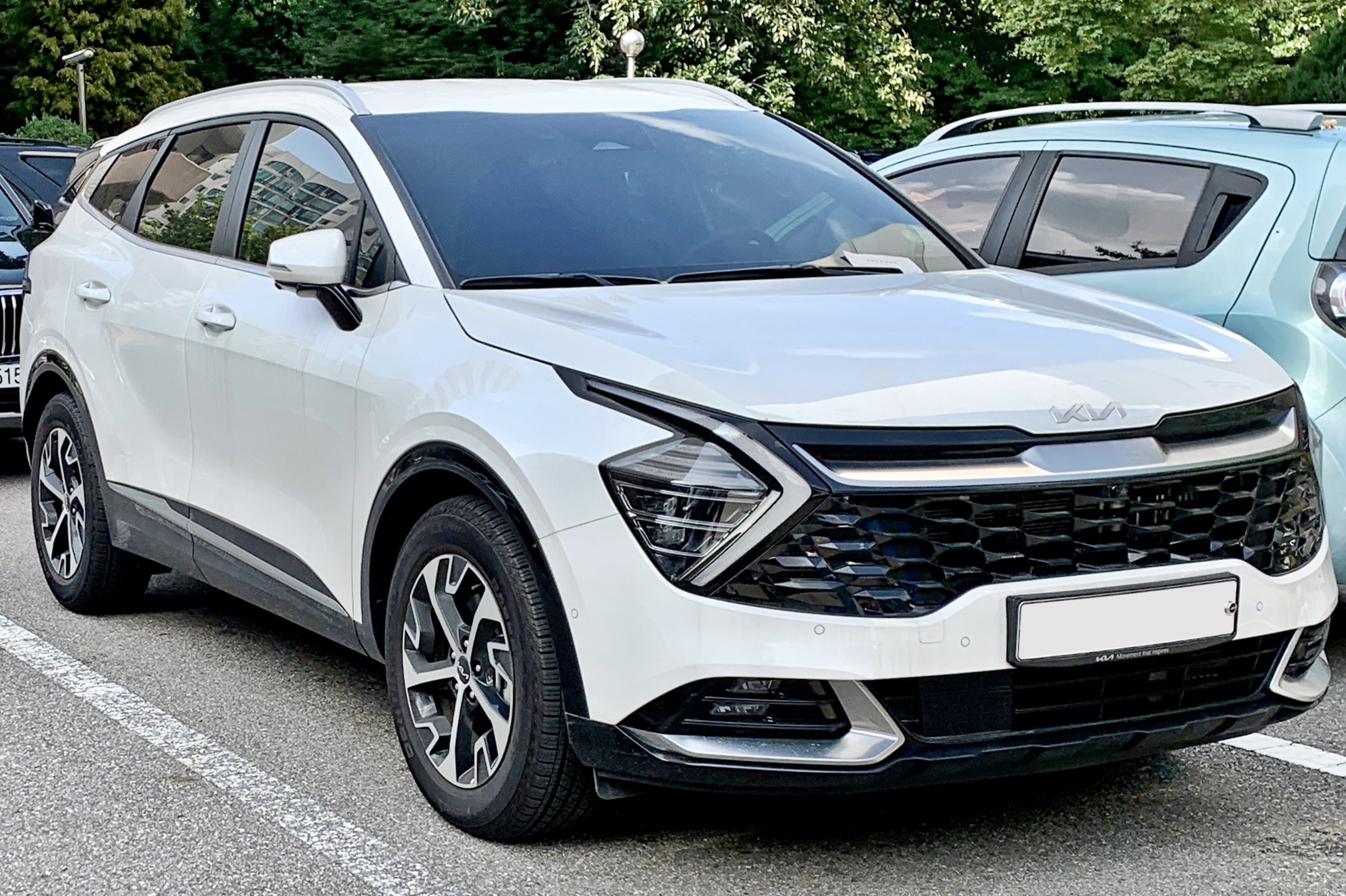
Kia Sportage 2023

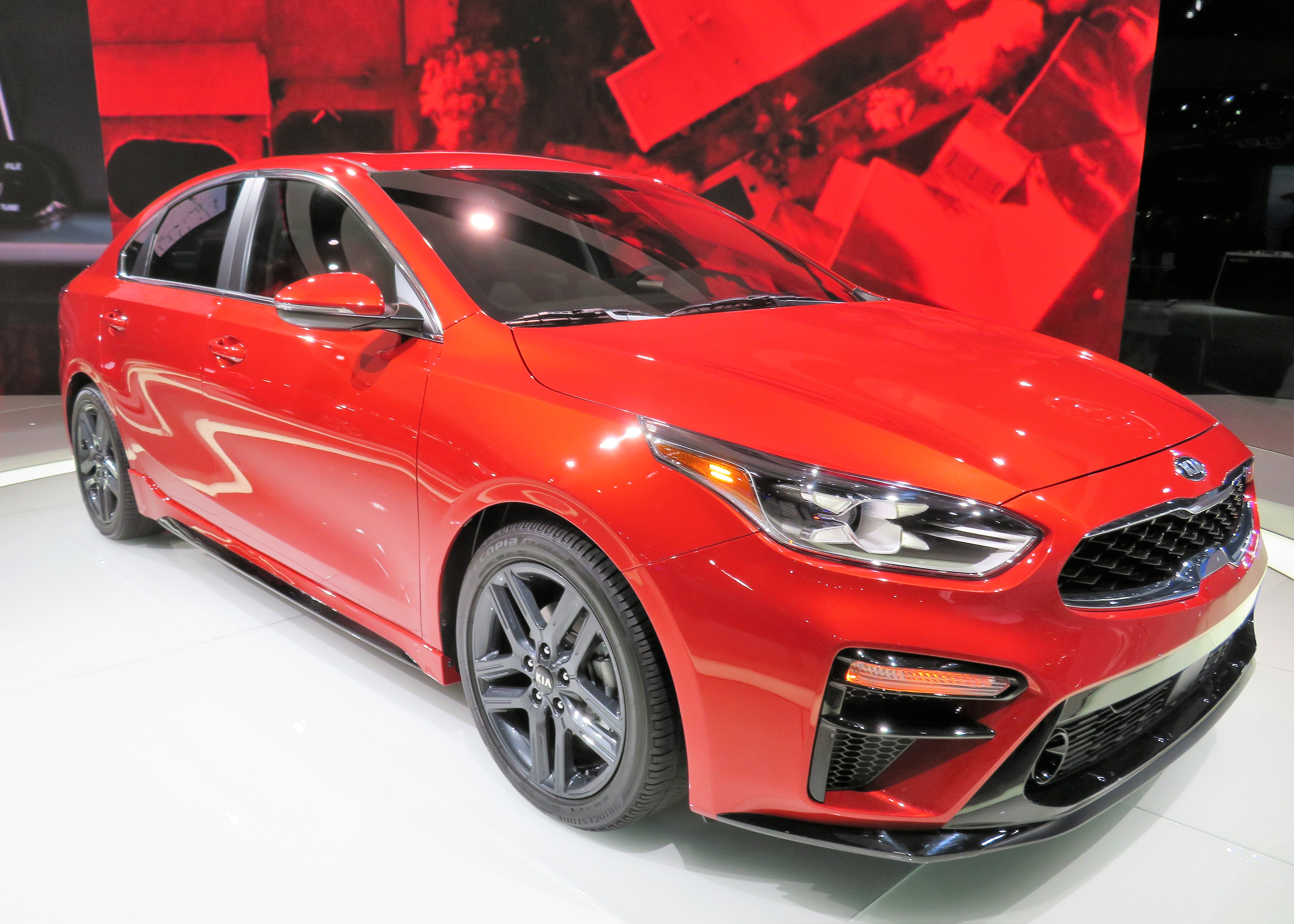
Kia Cerato 2019

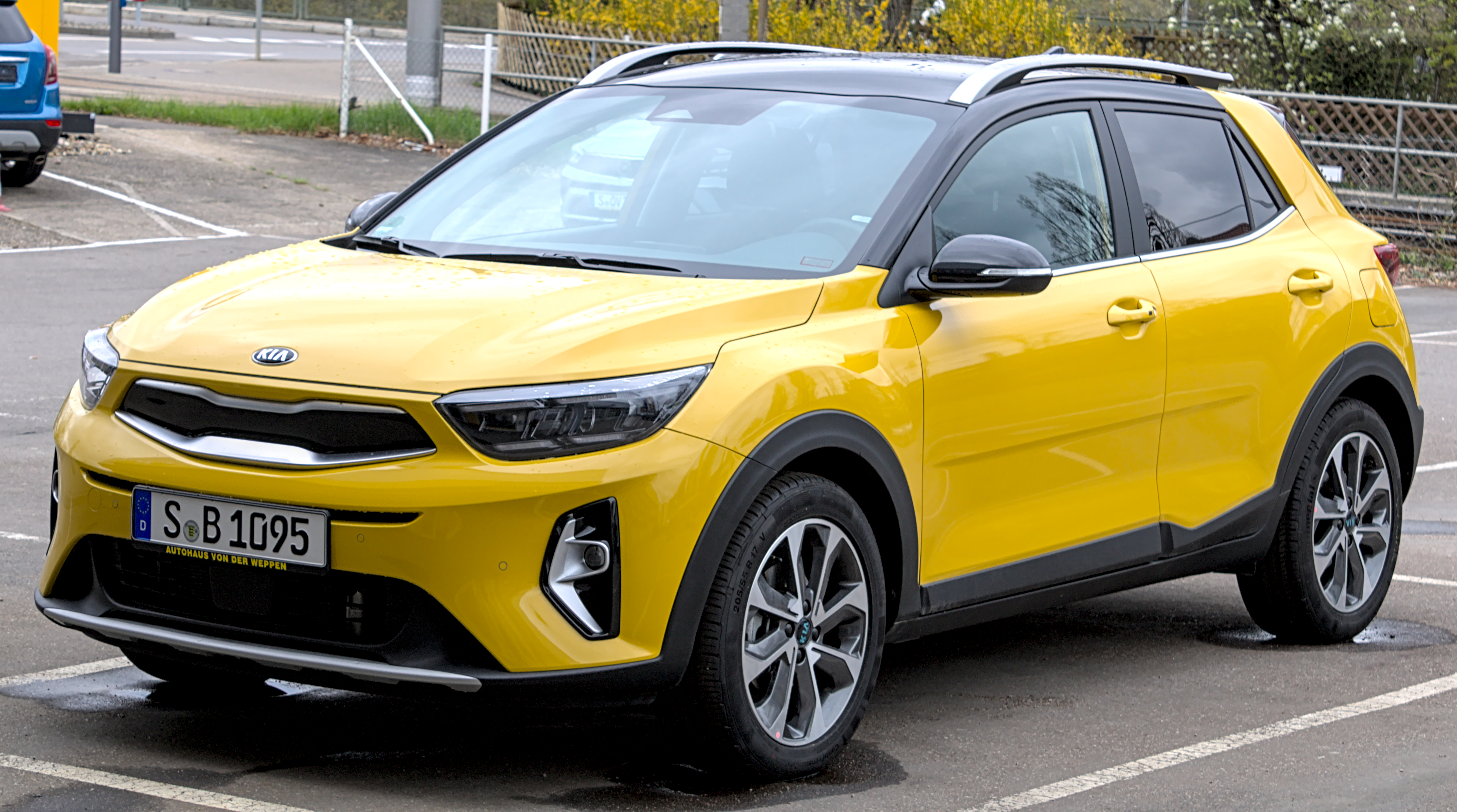
Kia Stonic 2017

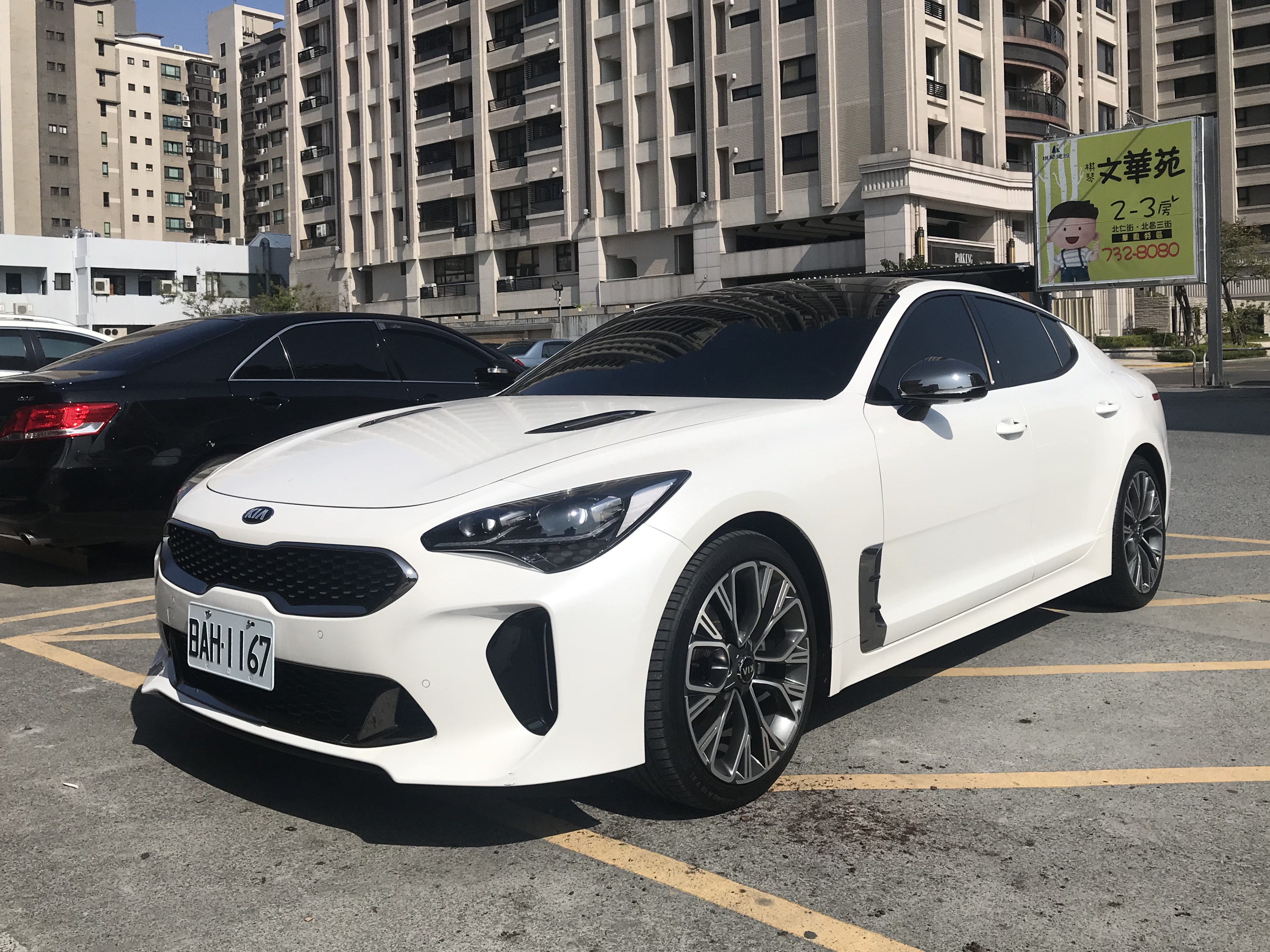
Kia Stinger 2020

A Kia Corporation (hangul: 기아; hanja: 起亞; rr: Gia; MR: Kia; formalmente conhecida por Kyungsung Precision Industry e Kia Motors Corporation) é uma empresa multinacional sul-coreana do setor automobilístico e uma das maiores do mundo.
A empresa sul-coreana Kia foi fundada em 1944 com o propósito de construir peças para bicicletas. A fábrica foi instalada em Seul. Atualmente pertence – minoritariamente – a Hyundai Motor Company.

## Etimologia
A primeira sílaba “KI" significa sair ou acordar para o mundo, já a letra “A" significa Ásia, assim KIA significa: "acordar ou sair da Ásia para o mundo". A escolha desse novo nome demonstrava os ambiciosos planos de expansão da empresa, que iam muito além do continente asiático.

## História
Durante a Guerra da Coreia, que decorreu entre 1950 e 1953, a Kia mudou as instalações para a cidade portuária de Busan, no sul do país. Nesta altura, mais concretamente em 1952, começou a fabricar bicicletas, chamadas Samcholli. Após o início do armistício a Kia montou outra fábrica, na localidade de Shiheung, para poder dar vazão às encomendas de bicicletas.
A empresa foi crescendo e em 1961 lançou um motor para motorizadas tipo scooter. No ano seguinte criou um pequeno veículo comercial de três rodas.
Na década de 1970, a Kia estabeleceu-se como construtora de viaturas, tendo começado com os caminhões Titan e Boxer. Dado o crescimento da empresa, em 1973 foi construída uma nova fábrica em Sohari, criada de raiz para a concepção de viaturas motorizadas. Logo nesse ano a fábrica começou a produzir motores a gasolina.
Em 1974 a Kia apresentou o seu primeiro carro de passageiros, chamado Brisa. Dois anos depois a empresa comprou a Asia Motors, uma construtora de veículos comerciais.
Em 1978 foi o ano em que a Kia começou a construir motores a diesel. Nesta altura a marca coreana já tinha ganho uma boa reputação internacional, o que lhe permitiu ser escolhida em 1979 para fabricar para o mercado nacional os 604 e os 132.
No entanto, no início da década de 1980 a marca entrou em declínio e passou por um processo de reestruturação. Assim, durante a primeira metade da década de 1980, apostou essencialmente na produção de viaturas comerciais, entre as quais se destacavam os modelos de caminhões: o Bongo.
Os japoneses da Mazda e da C. Itoh investiram na Kia em 1983 e a norte-americana Ford em 1986, permitindo à marca coreana apostar na pesquisa e desenvolvimento tecnológico. Dessa forma, no final da década surgiram modelos como o Conord e o Capital.
Em 1990 a marca adaptou o seu nome, para Kia Motors, e inaugurou uma nova fábrica que lhe permitiu duplicar a produção e atingir a produção 700 mil veículos por ano.
Em 1991 a Kia lançou-se no mercado internacional com os modelos Sephia e Sportage, este último com características de todo-o-terreno.
O 50º aniversário da marca foi assinalado em 1994 com a mudança de nome para Kia Motors Corporation e com o lançamento do primeiro motor coreano de 16 válvulas a gasolina. Em julho desse mesmo ano, a Kia começou a ser comercializada em Portugal.
Em 1995, começou a produzir seus carros (Sephia) na Europa e dois anos depois lançou de uma vez três modelos novos: o Carnival (primeira minivan coreana), o esportivo Shuma e uma série de caminhões.

## Quase falência e venda para aHyundai
Os constantes investimentos da década de 1990 consumiram milhões de dólares, e a Kia esteve perto da falência entre 1997 e 1998, mas acabou sendo adquirida em 1998 pela Hyundai. Assim, surgiu o conglomerado Hyundai Kia Automotive Group, existente até hoje.
Depois desta união, é comum carros destas duas marcas terem os mesmos conceitos e plataformas, mas ambos concorrendo, como ocorre com Sportage e Tucson ou Bongo e HR.

## No Brasil
No Brasil a Kia Motors está desde 1992, e é representada por José Luiz Gandini, tendo sua sede na cidade de Itu. Já o pátio onde os veículos recebidos da Coreia que são distribuídos para as concessionárias, fica localizado em Vitória.
Inicialmente, a Kia Motors do Brasil vendia em sua grande maioria a van Besta, porém em 2005 este modelo saiu de linha na Coreia do Sul. Então a importadora brasileira mudou toda a rede de concessionárias, pois seu público também mudava. Deixava de vender seu principal modelo no Brasil, a Besta, e partia para um mercado de carros de passeio.
Em 2012 a montadora foi acusada no país de ter subido os preços dos carros ligeiramente antes do corte nacional de IPI apenas para dar desconto em seguida, e divulgar comercialmente que os automóveis estavam em promoção, similarmente ao que a empresa fez em 2011, quando ela anunciou que os carros estavam em promoção em cima de um preço que vigorou apenas por menos de um mês. A empresa nega ter sabido antecipadamente das medidas do governo e não ter repassado o corte de impostos ao consumidor, alegando que havia subido os preços dos carros por conta de uma eventual alta do dólar. E também a montadora foi patrocinadora master da Sociedade Esportiva Palmeiras.

## Na Rússia
A Kia é uma das primeiras marcas estrangeiras a chegar oficialmente à Rússia. A KIA Corporation chegou à Rússia em 2008 e rapidamente se tornou uma das marcas mais populares. A Kia produziu seus modelos nas instalações da fábrica Autotor em Kaliningrado. Lá, em particular, produziu crossovers Kia Soul e Kia Cultus, Sedan Kia Cerato.
O Kia Rio foi produzido na fábrica da Hyundai em São Petersburgo. Em 2021, a empresa vendeu 205.801 unidades na Rússia, ocupando uma participação de mercado de 12,3%. Os modelos mais vendidos da marca foram Kia, K5 e Sportage.
Em 2021, a receita da empresa na Rússia foi de 2,8 bilhões de euros.

## Modelos

### Atuais (Brasil)
- Kia Cerato
- Kia Sportage - Motorização Flex
- Kia Sorento
- Kia Bongo
- Kia Stinger
- Kia Stonic
- Kia Carnival
- Kia Niro

### Descontinuados
- Opirus/Amanti
- Kia Magentis
- Kia Besta (ou Kia Pregio)
- Kia Clarus
- Carens (Rondo)

### Não Presentes no Brasil
- Kia Rio Sedan
- Kia Cerato Hatch ou Kia Forte Hatch
- Kia Optima Hybrid ou Kia K5 Hybrid
- Kia Cee'd
- Kia Stonic
- Kia Niro
- Kia Picanto
- Kia Rio
- Kia EV6
- Kia K5
- Kia K7
- Kia Telluride
- Kia Seltos
- Kia K8
- Kia K9
- Kia Mohave

### Comercializados em Portugal[14]
- Kia Picanto
- Kia Rio
- Kia Venga
- Kia Cee'd
- Kia Sportage
- Kia Sorento
- Kia Soul
- Kia Stinger
- Kia xceed